# Derringer

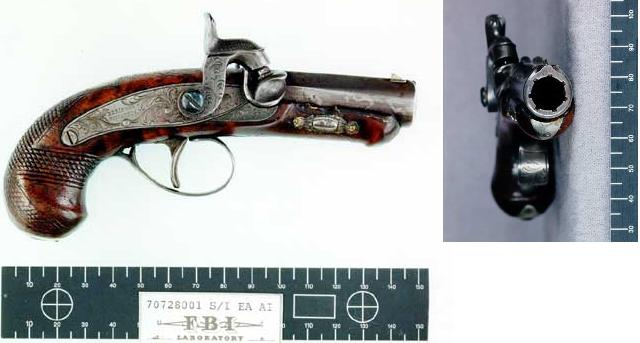
Eredeti Philadelphia Deringer, melyet Henry Deringer készített. Ezt a zsebpisztolyt John Wilkes Booth használta az Abraham Lincoln elleni merényletben.

A derringer egy jellemzően kis csőhosszú, nagy űrméretű maroklőfegyver. Általában önvédelmi célokra használták és használják napjainkban is de ismertségét gyilkosságok és kocsmai lövöldözések adják. A derringerrel elkövetett leghíresebb gyilkosság Abraham Lincoln amerikai elnök meggyilkolása volt.

## Története
A kisméretű pisztolyok története egészen az 1830-as évekig nyúlik vissza. Henry Deringer fegyverkészítő ekkoriban nyitotta meg a szinte kizárólagosan, róla elnevezett fegyverek készítésével és árusításával foglalkozó üzletét Philadelphiában. A fegyverek hamarosan nagy népszerűségre tettek szert és készítőjükről nevezték el őket.

### Nevének eredete
A fegyvert megalkotó Henry Deringer egy "r"-rel írta nevét, azonban a fegyver angol nevét két "r"-rel írják. 

### A derringer napjainkban
A derringer, mint fegyverfajta általában a vadnyugat korához kötődik az emberek elméjében, ám napjainkban is gyártanak kisméretű, modern, önvédelmi maroklőfegyvereket ezen a néven.

## Jellemzői
A derringer többnyire egy vagy többcsövű, kis csőhosszú ám nagy űrméretű maroklőfegyver. A modellek többnyire csappantyús lakattal vannak szerelve. Csövük lehet huzagolt vagy huzagolatlan is. A derringerek célja nem több, mint hogy a karnyújtásnál épphogy távolabb álló támadót el lehessen velük találni, emiatt általában nincsenek célgömbbel felszerelve. A találat általában azonnal harcképtelenné teszi az ellenfelet.